# Droga wojewódzka 420
Die Droga wojewódzka 420 (DW 420) ist eine 14 Kilometer lange Droga wojewódzka (Woiwodschaftsstraße) in der polnischen Woiwodschaft Opole, die Kietrz mit dem Grenzübergang nach Tschechien verbindet. Die Strecke liegt im Powiat Głubczycki.

## Streckenverlauf
Woiwodschaft Opole, Powiat Głubczycki
-  Kietrz (Katscher) (DW 416)
- Dzierżysław (Dirschel)
- Pilszcz (Piltsch)
-  Grenzübergang ( Tschechien)